# Ешимова Жулдиз Аттакурівна
Жулдиз Аттакурівна Ешимова (каз. Жулдыз Аттакуровна Эшимова; нар. 1 лютого 1988, Бішкек) — казахська борчиня вільного стилю, призерка чемпіонатів світу та Азійських ігор, чемпіонка Азії, учасниця Олімпійських ігор.

## Спортивні результати на міжнародних змаганнях

### Виступи на Олімпіадах
| Змагання                    | Збірна    | Вагова категорія          | Місце |
| --------------------------- | --------- | ------------------------- | ----- |
| Літні Олімпійські ігри 2012 | Казахстан | жіноча боротьба, до 48 кг | 15    |
| Літні Олімпійські ігри 2016 | Казахстан | жіноча боротьба, до 48 кг | 5     |

### Виступи на Чемпіонатах світу
| Змагання                        | Збірна     | Вагова категорія          | Місце  |
| ------------------------------- | ---------- | ------------------------- | ------ |
| Чемпіонат світу з боротьби 2005 | Киргизстан | жіноча боротьба, до 48 кг | 10     |
| Чемпіонат світу з боротьби 2007 | Казахстан  | жіноча боротьба, до 48 кг | 19     |
| Чемпіонат світу з боротьби 2008 | Казахстан  | жіноча боротьба, до 48 кг | Срібло |
| Чемпіонат світу з боротьби 2009 | Казахстан  | жіноча боротьба, до 48 кг | 11     |
| Чемпіонат світу з боротьби 2011 | Казахстан  | жіноча боротьба, до 48 кг | Бронза |
| Чемпіонат світу з боротьби 2014 | Казахстан  | жіноча боротьба, до 53 кг | 27     |
| Чемпіонат світу з боротьби 2015 | Казахстан  | жіноча боротьба, до 53 кг | 18     |
| Чемпіонат світу з боротьби 2017 | Казахстан  | жіноча боротьба, до 48 кг | 14     |
| Чемпіонат світу з боротьби 2018 | Казахстан  | жіноча боротьба, до 53 кг | 5      |
| Чемпіонат світу з боротьби 2022 | Казахстан  | жіноча боротьба, до 53 кг | 21     |

### Виступи на Чемпіонатах Азії
| Змагання                       | Збірна     | Вагова категорія          | Місце  |
| ------------------------------ | ---------- | ------------------------- | ------ |
| Чемпіонат Азії з боротьби 2005 | Киргизстан | жіноча боротьба, до 48 кг | 5      |
| Чемпіонат Азії з боротьби 2007 | Казахстан  | жіноча боротьба, до 51 кг | Золото |
| Чемпіонат Азії з боротьби 2008 | Казахстан  | жіноча боротьба, до 51 кг | Срібло |
| Чемпіонат Азії з боротьби 2009 | Казахстан  | жіноча боротьба, до 48 кг | Срібло |
| Чемпіонат Азії з боротьби 2010 | Казахстан  | жіноча боротьба, до 51 кг | Срібло |
| Чемпіонат Азії з боротьби 2012 | Казахстан  | жіноча боротьба, до 51 кг | 6      |
| Чемпіонат Азії з боротьби 2014 | Казахстан  | жіноча боротьба, до 53 кг | 5      |
| Чемпіонат Азії з боротьби 2015 | Казахстан  | жіноча боротьба, до 53 кг | Бронза |
| Чемпіонат Азії з боротьби 2017 | Казахстан  | жіноча боротьба, до 53 кг | Срібло |
| Чемпіонат Азії з боротьби 2018 | Казахстан  | жіноча боротьба, до 53 кг | Бронза |
| Чемпіонат Азії з боротьби 2022 | Казахстан  | жіноча боротьба, до 53 кг | Бронза |

### Виступи на Азійських іграх
| Змагання                        | Збірна    | Вагова категорія          | Місце  |
| ------------------------------- | --------- | ------------------------- | ------ |
| Азійські ігри 2006              | Казахстан | жіноча боротьба, до 48 кг | 7      |
| Азійські ігри 2010              | Казахстан | жіноча боротьба, до 48 кг | 7      |
| Азійські ігри в приміщенні 2017 | Казахстан | жіноча боротьба, до 53 кг | Срібло |
| Азійські ігри 2018              | Казахстан | жіноча боротьба, до 53 кг | Срібло |

### Виступи на Кубках світу
| Змагання                    | Збірна    | Вагова категорія          | Місце  |
| --------------------------- | --------- | ------------------------- | ------ |
| Кубок світу з боротьби 2011 | Казахстан | жіноча боротьба, до 48 кг | Золото |

### Виступи на інших змаганнях
| Змагання                                                       | Збірна    | Вагова категорія          | Місце  |
| -------------------------------------------------------------- | --------- | ------------------------- | ------ |
| Олімпійський кваліфікаційний турнір з боротьби 2008 (Едмонтон) | Казахстан | жіноча боротьба, до 48 кг | 15     |
| Гран-прі «Іван Яригін» 2009                                    | Казахстан | жіноча боротьба, до 48 кг | Золото |
| Золотий Гран-прі з боротьби 2009                               | Казахстан | жіноча боротьба, до 48 кг | 7      |
| Золотий Гран-прі з боротьби 2010 (Красноярськ)                 | Казахстан | жіноча боротьба, до 48 кг | Бронза |
| Золотий Гран-прі з боротьби 2010 (Баку)                        | Казахстан | жіноча боротьба, до 48 кг | Золото |
| Золотий Гран-прі з боротьби 2011 (Красноярськ)                 | Казахстан | жіноча боротьба, до 48 кг | Срібло |
| Гран-прі Німеччини з боротьби 2011                             | Казахстан | жіноча боротьба, до 51 кг | Бронза |
| Золотий Гран-прі з боротьби 2011 (Баку)                        | Казахстан | жіноча боротьба, до 48 кг | Бронза |
| Гран-прі «Іван Яригін» 2014                                    | Казахстан | жіноча боротьба, до 55 кг | 9      |
| Турнір Олександра Медведя 2014                                 | Казахстан | жіноча боротьба, до 53 кг | 5      |
| Турнір міста Сассарі з боротьби 2014                           | Казахстан | жіноча боротьба, до 53 кг | 7      |
| Золотий Гран-прі з боротьби 2014 (Баку)                        | Казахстан | жіноча боротьба, до 53 кг | Бронза |
| Турнір Олександра Медведя 2015                                 | Казахстан | жіноча боротьба, до 53 кг | 7      |
| Турнір міста Сассарі з боротьби 2015                           | Казахстан | жіноча боротьба, до 53 кг | Золото |
| Гран-прі Іспанії з боротьби 2015                               | Казахстан | жіноча боротьба, до 53 кг | 5      |
| Кубок Президента Казахстану з боротьби 2015                    | Казахстан | жіноча боротьба, до 53 кг | Золото |
| Золотий Гран-прі з боротьби 2015                               | Казахстан | жіноча боротьба, до 53 кг | 9      |
| Турнір Олександра Медведя 2016                                 | Казахстан | жіноча боротьба, до 48 кг | Золото |
| Олімпійський кваліфікаційний турнір з боротьби 2016 (Астана)   | Казахстан | жіноча боротьба, до 48 кг | Золото |
| Гран-прі Німеччини з боротьби 2016                             | Казахстан | жіноча боротьба, до 53 кг | Золото |
| Турнір Яшара Догу 2017                                         | Казахстан | жіноча боротьба, до 53 кг | Бронза |
| Турнір Дана Колова — Николи Петрова 2017                       | Казахстан | жіноча боротьба, до 53 кг | Срібло |
| Турнір міста Сассарі з боротьби 2017                           | Казахстан | жіноча боротьба, до 53 кг | Срібло |
| Відкритий чемпіонат Польщі з боротьби 2017                     | Казахстан | жіноча боротьба, до 53 кг | 14     |
| Гран-прі «Іван Яригін» 2018                                    | Казахстан | жіноча боротьба, до 53 кг | 10     |
| Гран-прі Іспанії з боротьби 2018                               | Казахстан | жіноча боротьба, до 53 кг | Срібло |
| Турнір Дана Колова — Николи Петрова 2019                       | Казахстан | жіноча боротьба, до 55 кг | Бронза |
| Гран-прі «Іван Яригін» 2020                                    | Казахстан | жіноча боротьба, до 53 кг | 14     |
| Турнір Яшара Догу 2022                                         | Казахстан | жіноча боротьба, до 53 кг | 5      |
| Меморіал Болата Турлиханова 2022                               | Казахстан | жіноча боротьба, до 53 кг | Срібло |
| Турнір Дана Колова — Николи Петрова 2024                       | Казахстан | жіноча боротьба, до 53 кг | 12     |
| Олімпійський кваліфікаційний турнір з боротьби 2024 (Бішкек)   | Казахстан | жіноча боротьба, до 53 кг | 5      |

### Виступи на змаганнях молодших вікових груп
| Змагання                                      | Збірна     | Вагова категорія          | Місце  |
| --------------------------------------------- | ---------- | ------------------------- | ------ |
| Чемпіонат Азії з боротьби серед кадетів 2004  | Киргизстан | жіноча боротьба, до 49 кг | Золото |
| Чемпіонат світу з боротьби серед юніорів 2005 | Киргизстан | жіноча боротьба, до 51 кг | Бронза |
| Чемпіонат світу з боротьби серед юніорів 2006 | Казахстан  | жіноча боротьба, до 48 кг | Бронза |
| Чемпіонат світу з боротьби серед юніорів 2007 | Казахстан  | жіноча боротьба, до 51 кг | 8      |
| Чемпіонат світу з боротьби серед юніорів 2008 | Казахстан  | жіноча боротьба, до 48 кг | Срібло |